# 6503-as mellékút (Magyarország)
A 6503-as számú mellékút egy több mint huszonegy kilométer hosszú, négy számjegyű mellékút Somogy vármegye keleti részén. Igal települést köti össze a 61-es főúttal, feltárva közben az útjába eső kisebb településeket is.

## Nyomvonala
A 61-es főútból ágazik ki, nem sokkal annak 105+500-as kilométerszelvénye előtt, Baté központjának északnyugati részén. Észak felé indul, Kinizsi Pál utca néven, majd 500 méter után kilép a település házai közül. A 3+750-es kilométerszelvénye táján lépi át Fonó határát, a település első házait még a 4. kilométere előtt éri el. A neve itt Petőfi Sándor utca, majd egy irányváltást követően Táncsics Mihály utca. Így lép ki a község házai közül, nagyjából 5,3 kilométer megtétele után.
6,3 kilométer után éri el Kisgyalán déli határszélét, innen egy darabig a két község határvonalát kíséri, majd a hetedik kilométere előtt, egy irányváltással teljesen kisgyaláni területre lép. A nyolcadik kilométere előtt kiágazik belőle a 6518-as út, Gölle és Nak felé, de ez vezet be Kisgyalán központjába is; a 6503-as út ez utóbbi településnek épp csak a nyugati pereme mellett halad el. A kilencedik kilométere előtt Büssü faluba érkezik az út, a község lakott területét 11,2 kilométer után éri el, ahol Kossuth utca a helyi elnevezése, majd a 13+250-es kilométerszelvénye előtt elhalad a település legészakabbi házai mellett és egyben átlép Kazsok területére.
Kazsok első házait 14,1 kilométer után éri el, a települési neve ott is Kossuth utca, majd 15,9 kilométer megtétele után egy újabb községhatárt szel át: ezúttal már az útjába eső utolsó település, Igal területére érkezik. Ott, nem sokkal a huszadik kilométere után beletorkollik a 6507-es út – amely itt ugyancsak közel 20 kilométer teljesítésén van túl, Kocsola felől idáig húzódva –, és nem sokkal ezután el is éri Igal első házait, ahol a Szent István utca nevet veszi fel. A 6505-ös útba beletorkollva ér véget, annak 22. kilométerénél, Igal központjának déli szélén.
Teljes hossza, az országos közutak térképes nyilvántartását szolgáló kira.gov.hu adatbázisa szerint 21,115 kilométer.

## Települések az út mentén
- Baté
- Fonó
- Kisgyalán
- Büssü
- Kazsok
- Igal